# 小伊蛇
小伊蛇屬（學名：Micropechis）是蛇亞目眼鏡蛇科下的一種有毒單型蛇屬，屬下只有小伊蛇（Micropechis ikaheka）一種蛇類，又稱新畿內亞小眼蛇，主要分布於巴布亞新畿內亞及印尼群島。

## 地理分布
小伊蛇分布於巴布亞新畿內亞及印尼鄰近島嶼，其標準產地是「Ddore, Irian Jaya」。

## 外部連結
- （英文）TIGR爬蟲類資料庫：小伊蛇